# خوان بابلو روميرو
خوان بابلو روميرو (بالإسبانية: Juan Pablo Romero)‏ (مواليد 30 يناير 1990) هو ملاكم مكسيكي، مثّل بلاده في الألعاب الأولمبية الصيفية 2016.

## روابط خارجية
خوان بابلو روميرو على موقع أوليمبيديا (الإنجليزية)